# Línea de la Matinha

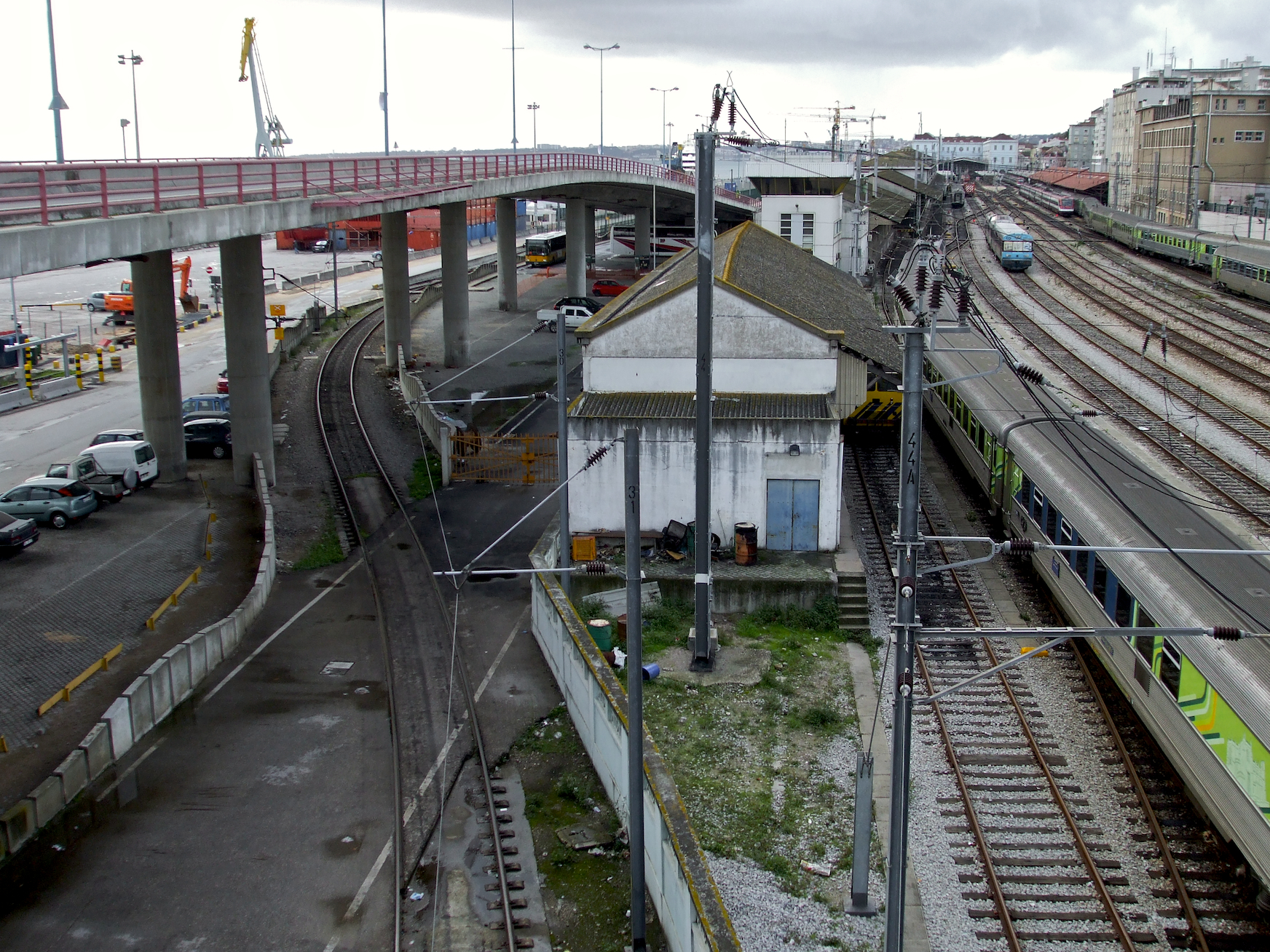
Derivación para la Línea de la Matinha en la Estación de Santa Apolónia.

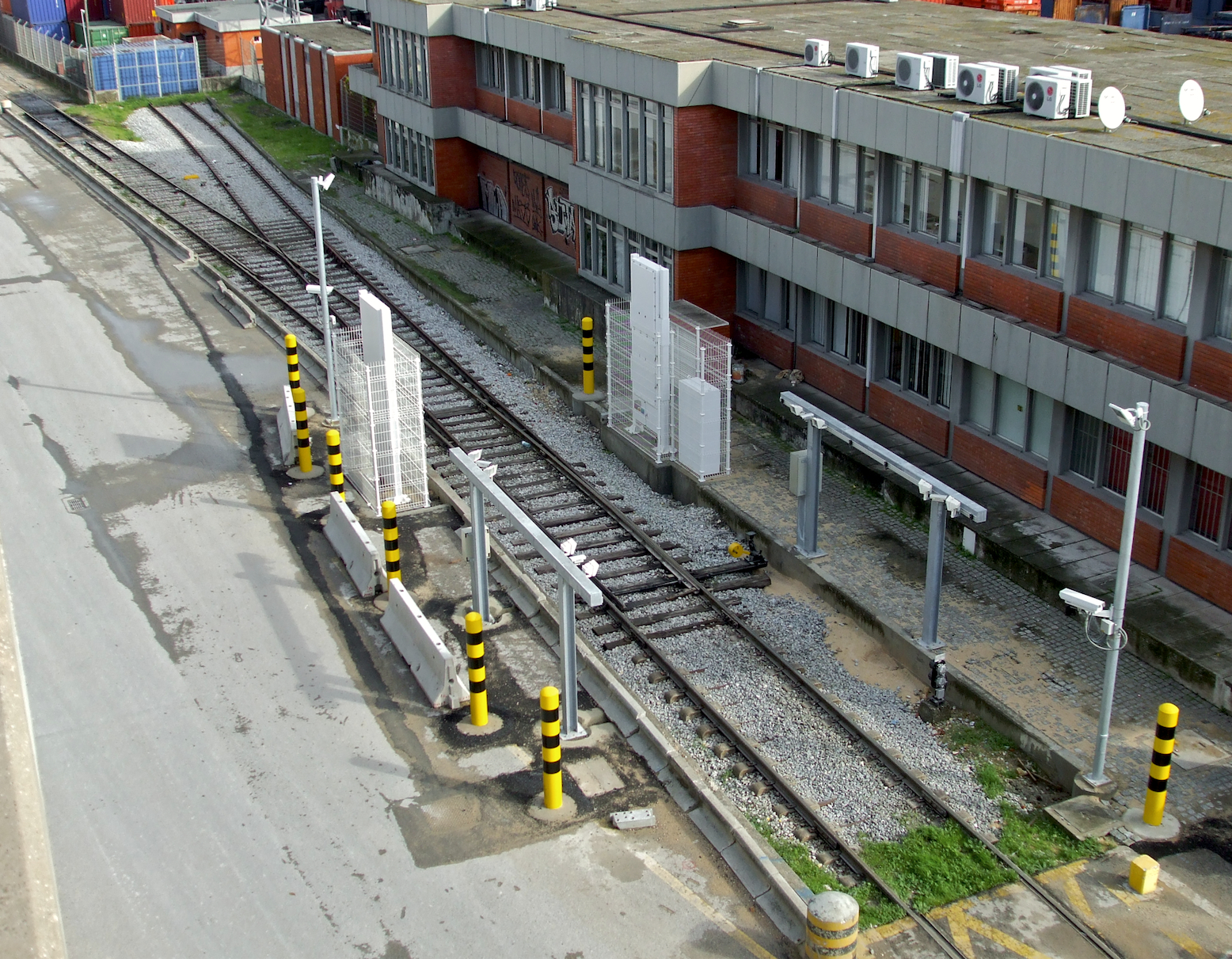
Detectores raios X para inspecção de contenedores al PK 0,5 de la Linha da Matinha.

La Línea da Matinha es un corto ramal ferroviario situado en Lisboa, Portugal. Unel a estación de Santa Apolónia en las instalaciones del Puerto de Lisboa en la Matinha, con un total de 2,8 kilómetros. Es usada exclusivamente para el transporte de mercancías.

## Historia
La Línea de la Matinha resulta del recorte de un ferrocarril más largo, que se prolongaba al Norte hasta enlazar con la Línea del Norte junto a la estación de Sacavém. La supresión de este segmento y la actual designación de la línea datan de finales de los años noventa y procede de la implantación de la Expo’98.

### Otras referencias
- «Directório de la Red Ferroviaria Portuguesa 2008». Archivado desde el original el 10 de junio de 2012. Consultado el 10 de julio de 2008.
- «El sistema de transportes regional». Consultado el 10 de julio de 2008.

- Wikimedia Commons alberga una categoría multimedia sobre Línea de la Matinha.